# Dicranomyia (Nealexandriaria) sollicita
Dicranomyia (Nealexandriaria) sollicita is een tweevleugelige uit de familie steltmuggen (Limoniidae). De soort komt voor in het Oriëntaals gebied.